# Єврейський цвинтар (Бучач)
Єврейський цвинтар (також окописько, кіркут) у Бучачі — колишній міський некрополь юдейської громади міста площею понад 4 га. Має найбільше на Тернопільщині збережених мацев.

## Відомості
Точний час заснування невідомий, вважається заснованим у XVI столітті. Розташований на одній з колишніх околиць міста, на відрогах «гори» Торговиці, на правому березі Стрипи, неподалік теперішніх автостанції, універмагу. Згідно з традицією, розміщувався поза міськими мурами. Останнє відоме поховання відбулося до 1940 р. Пам'ятники зруйновано, залишилось багато надгробних плит — мацев. Територію частково огороджено. Загальний стан некрополя незадовільний.
За радянських часів мацеви використовувались як будівельний матеріал.
За словами бучачан, початок теперішньої об'їзної дороги з боку автостанції проходить територією цвинтаря. «Випрямлення» дороги зробили в 1960-х роках після зростання обсягів перевезення сировини для Бучацького цукрозаводу, оскільки вона мала небезпечний закрут і пролягала поміж теперішніми будинками № 16 та 18. [джерело?]

## Світлини

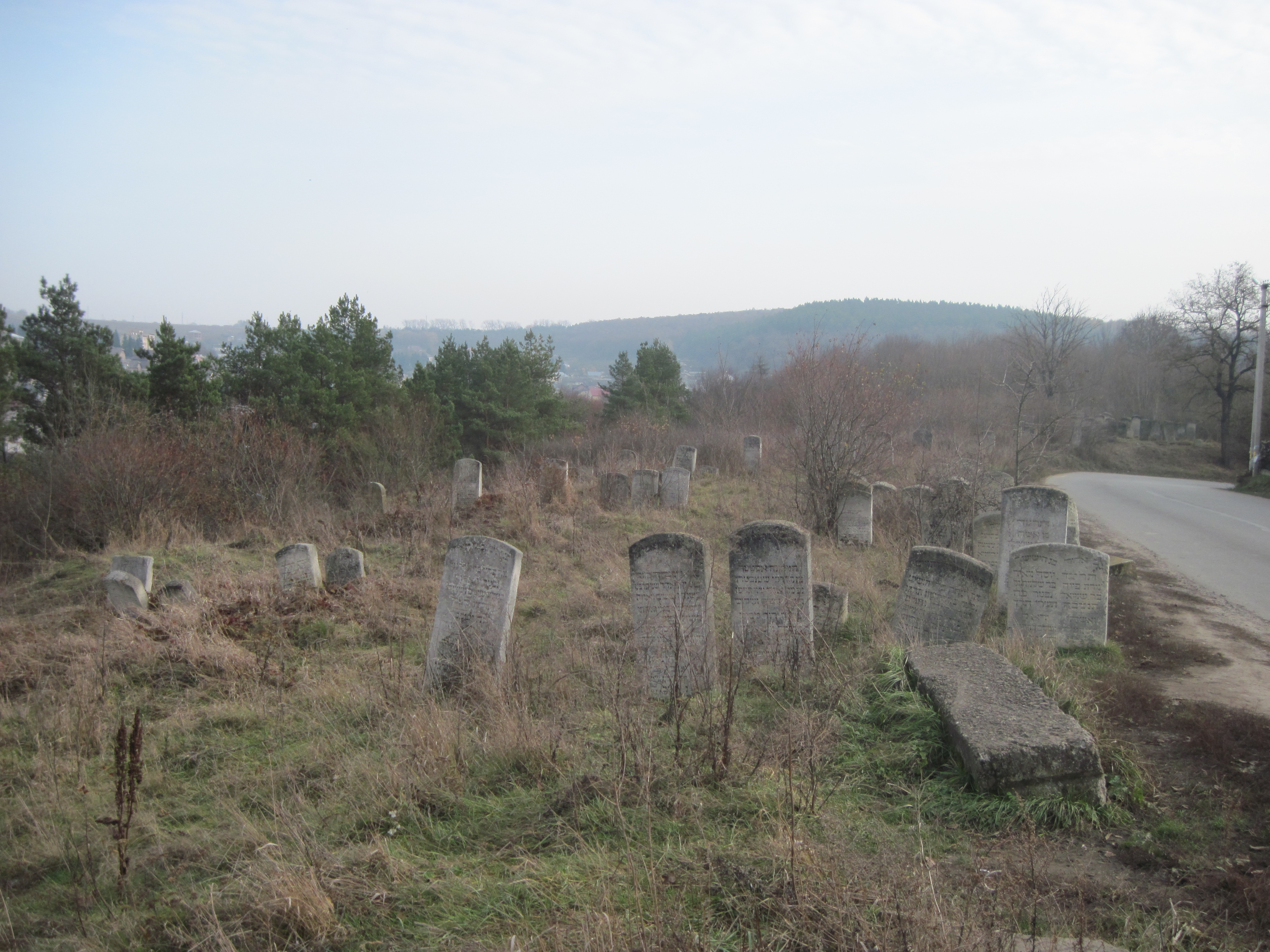
Вигляд з Торговиці
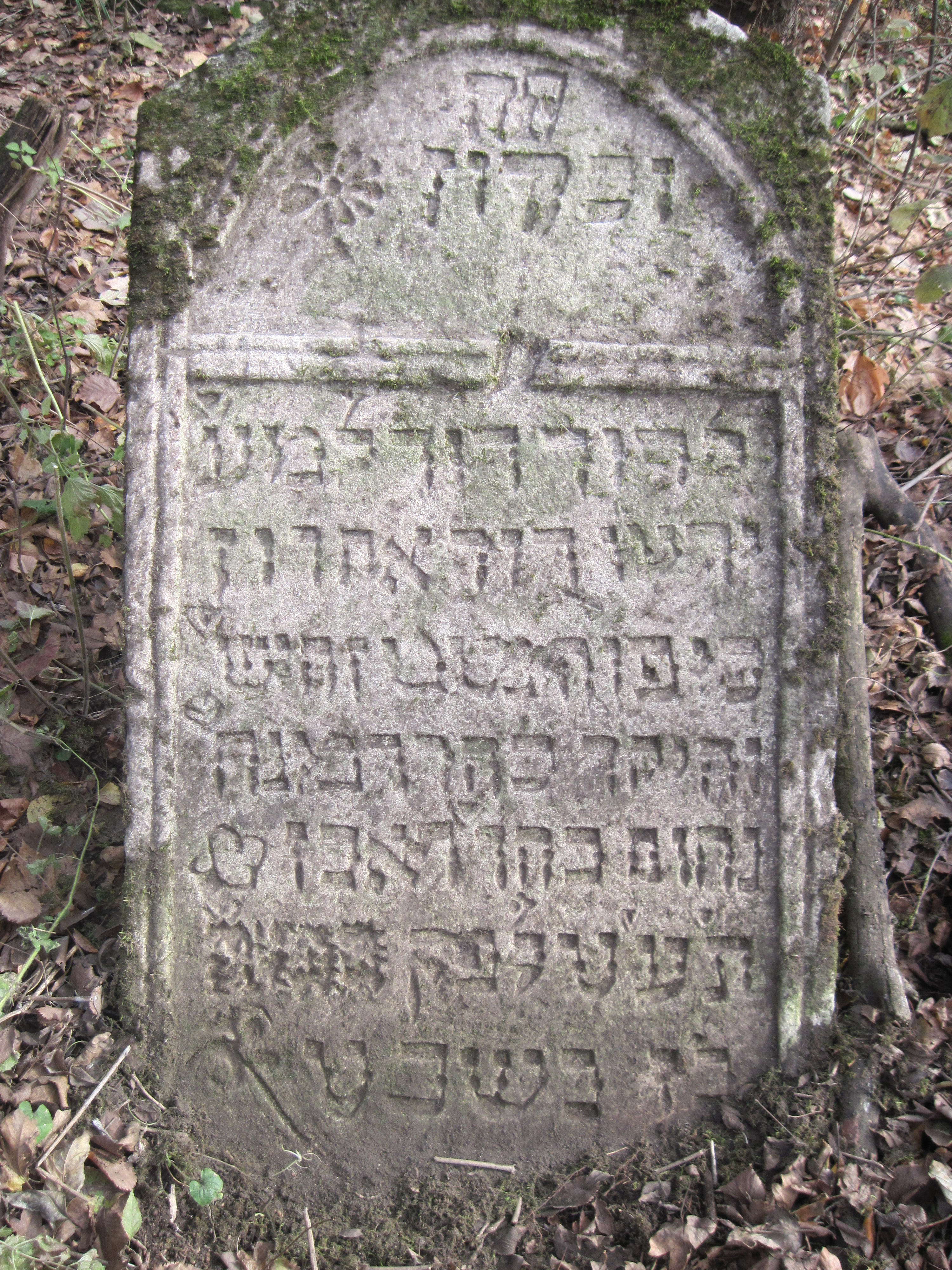
Надгробна плита
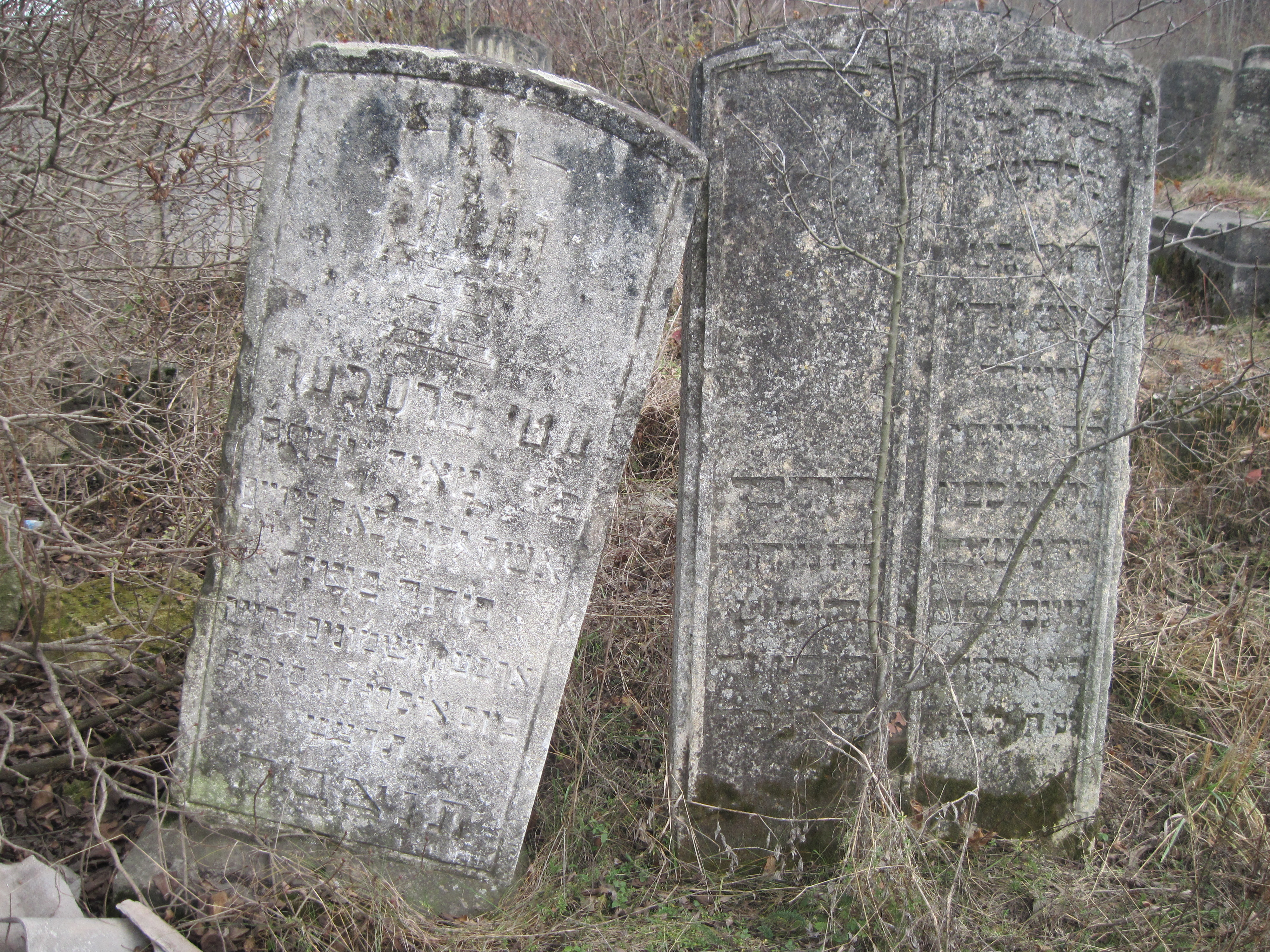
Надгробна плита
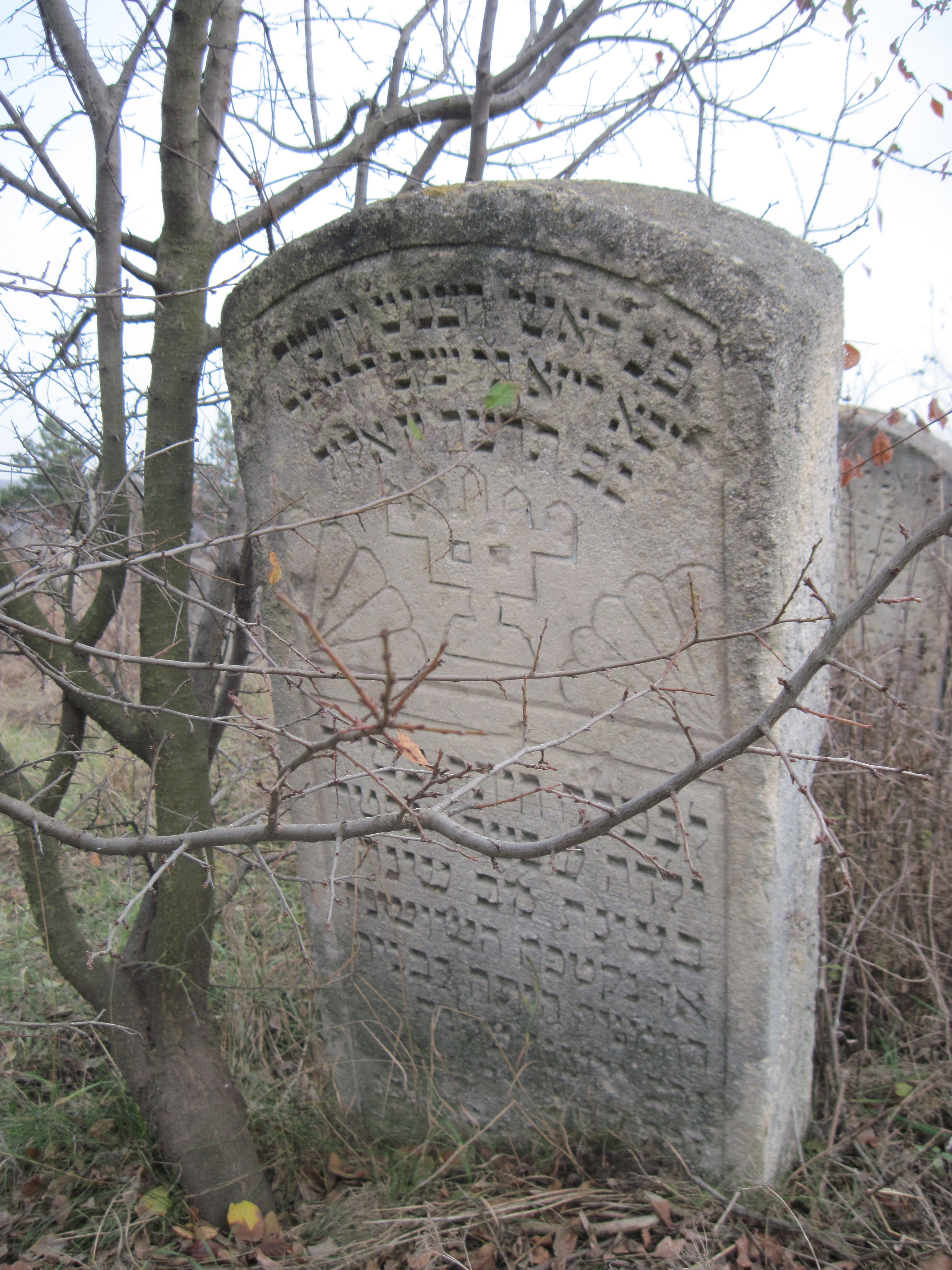
Надгробна плита
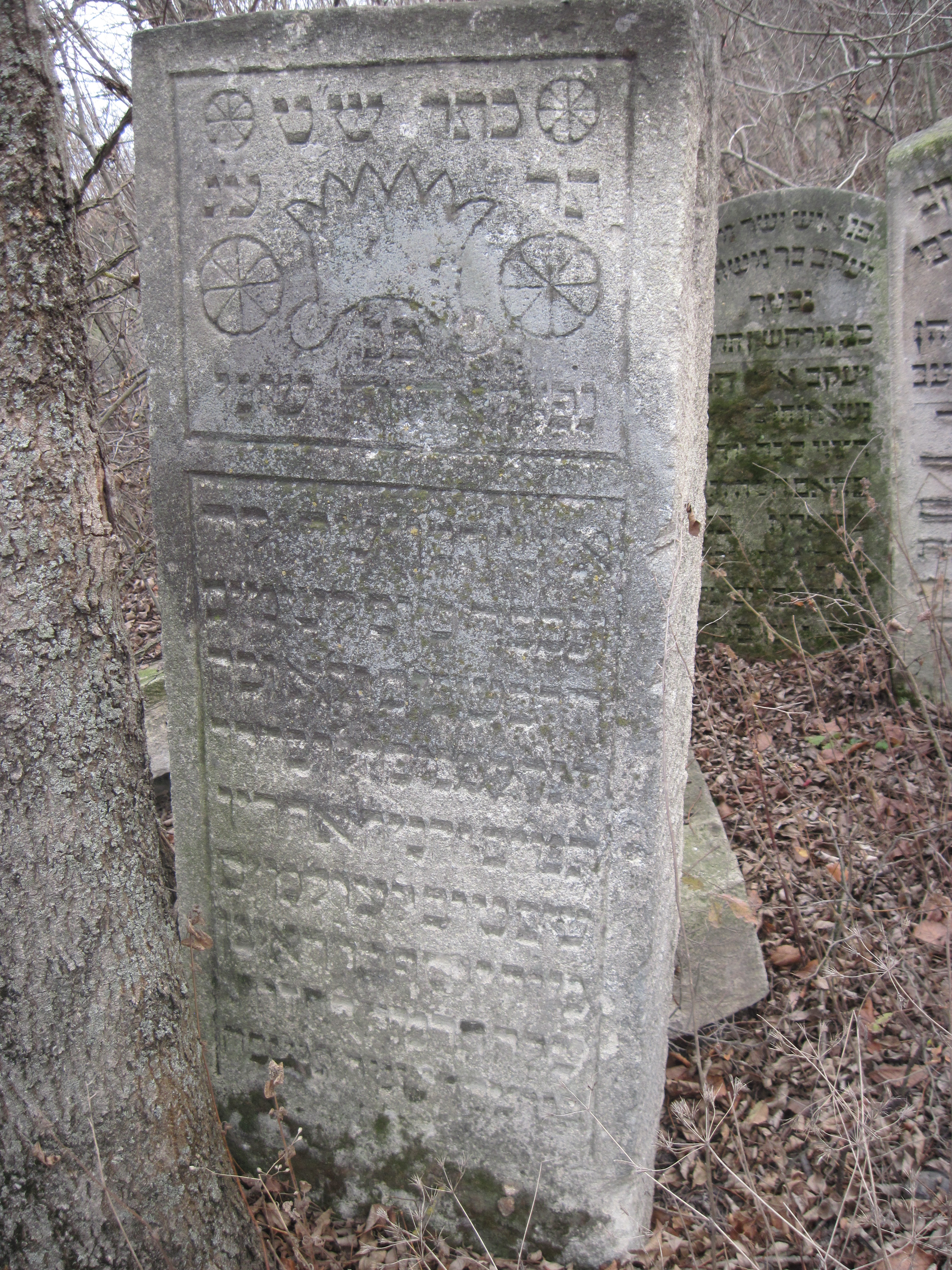
Надгробна плита
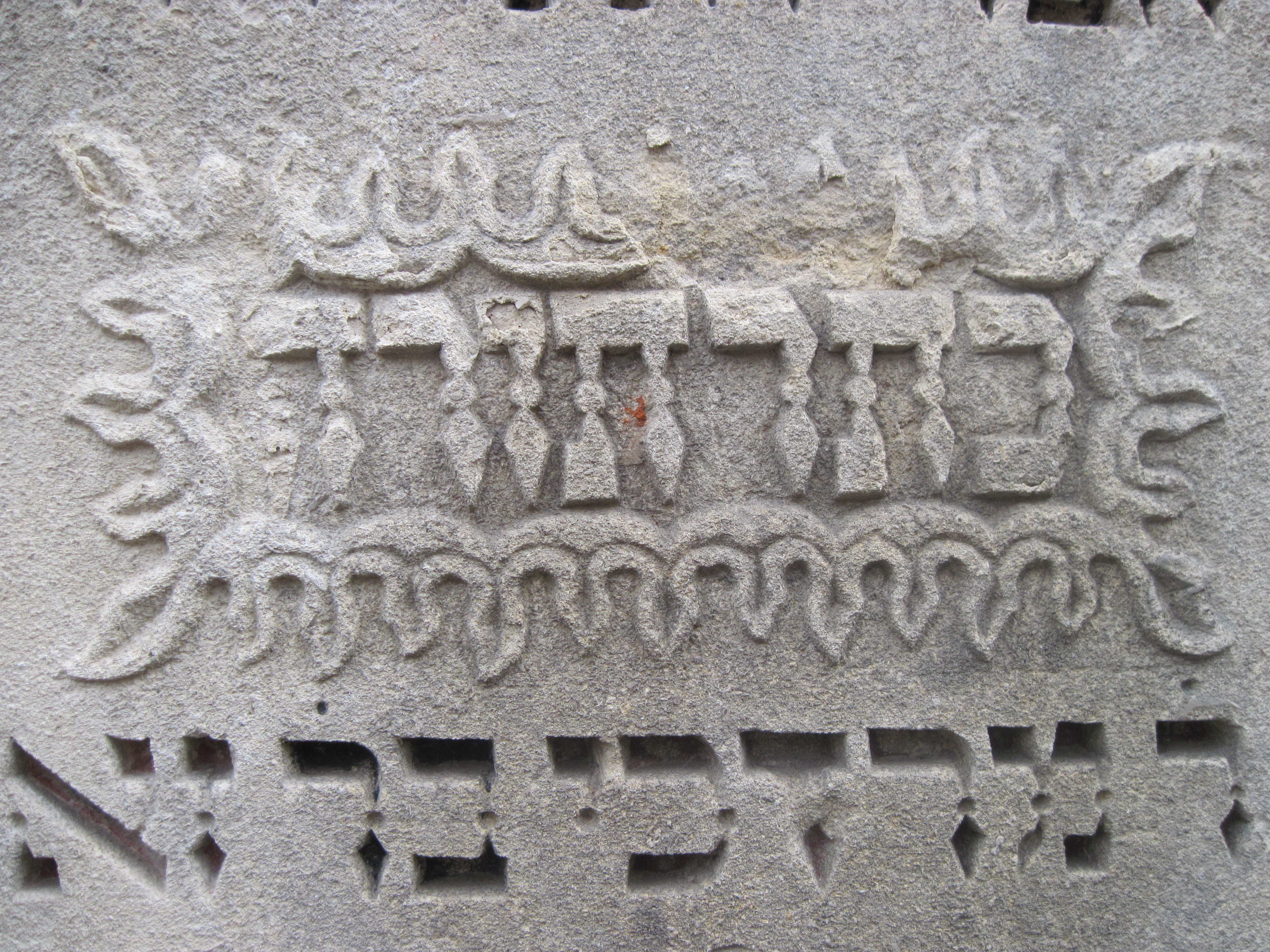
Напис на надгробній плиті
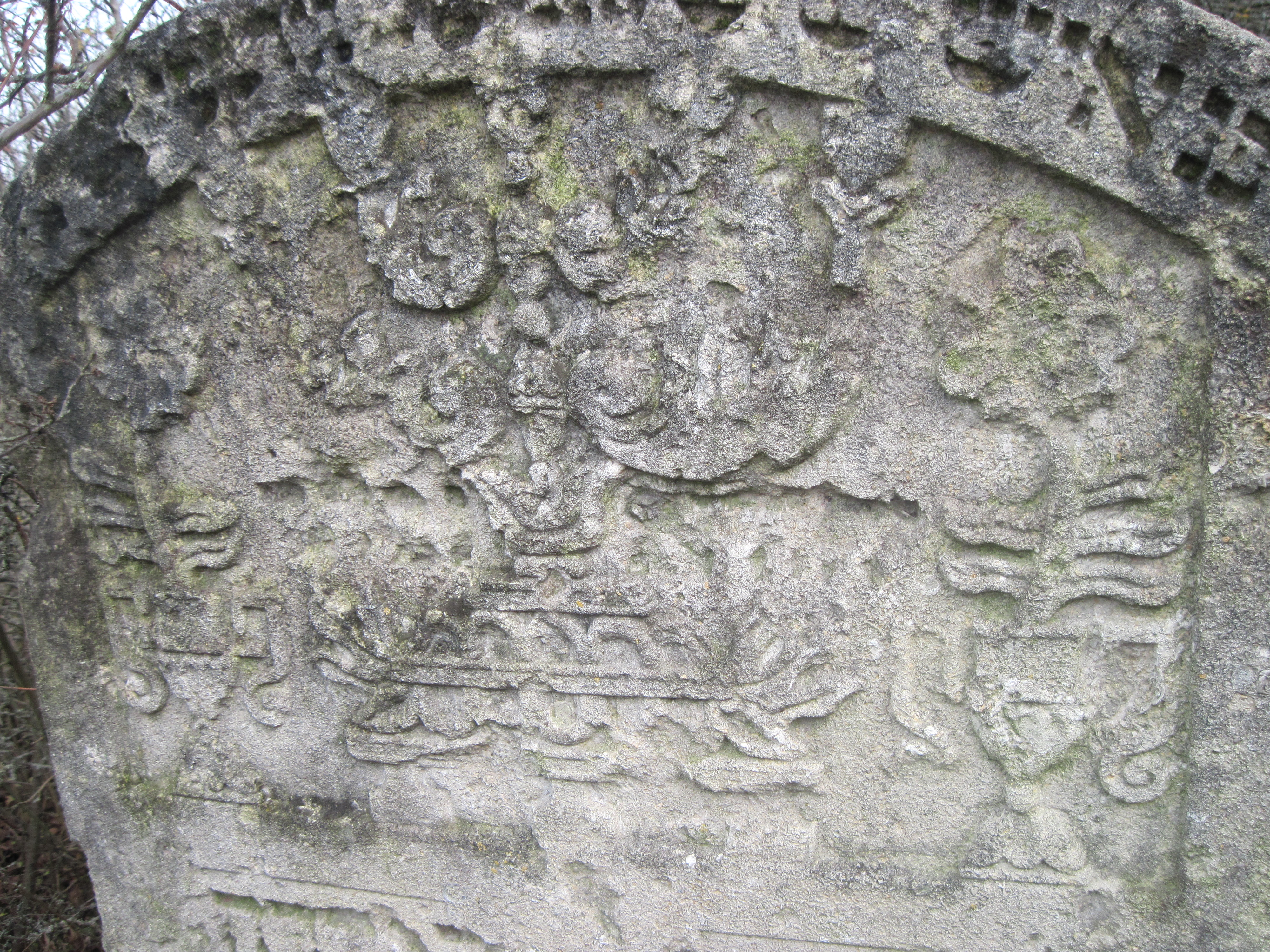
Надгробна плита
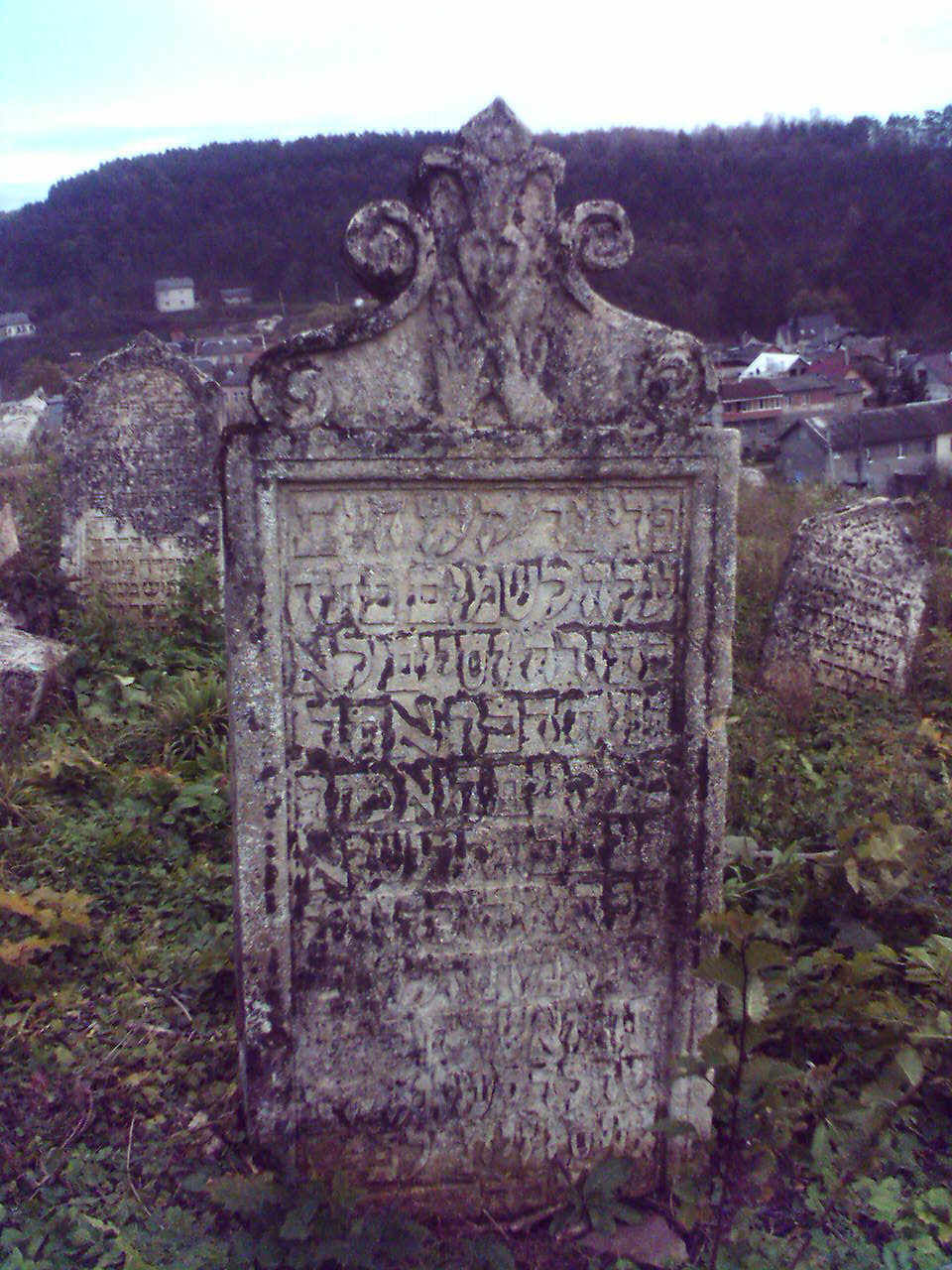
Надгробна плита
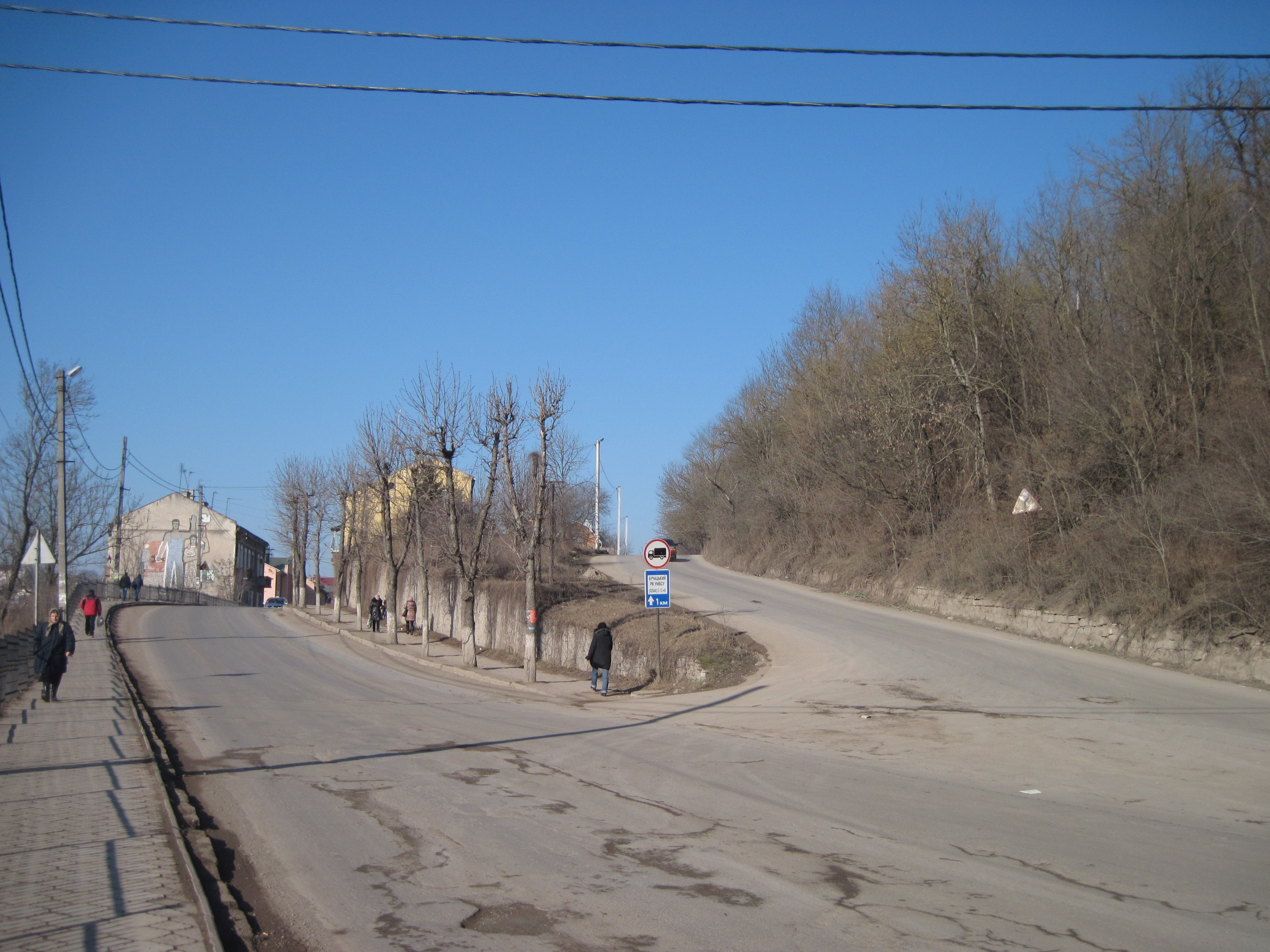
Окописько — справа на горбі
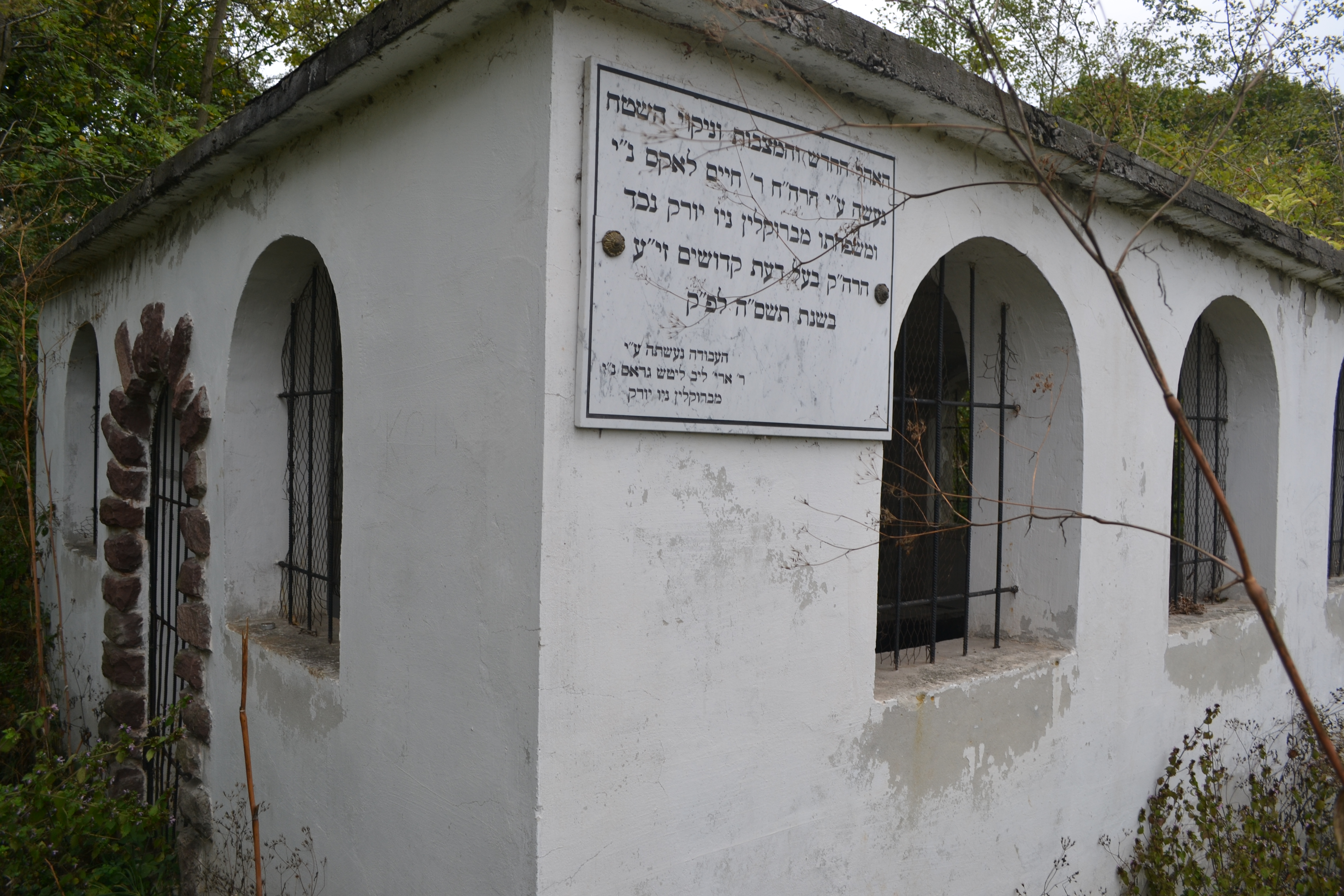
Хасидська гробниця